# Ribnojei járás
A Ribnojei járás (oroszul: Рыбинский район) Oroszország egyik járása a Krasznojarszki határterületen. Székhelye Zaozjornij.

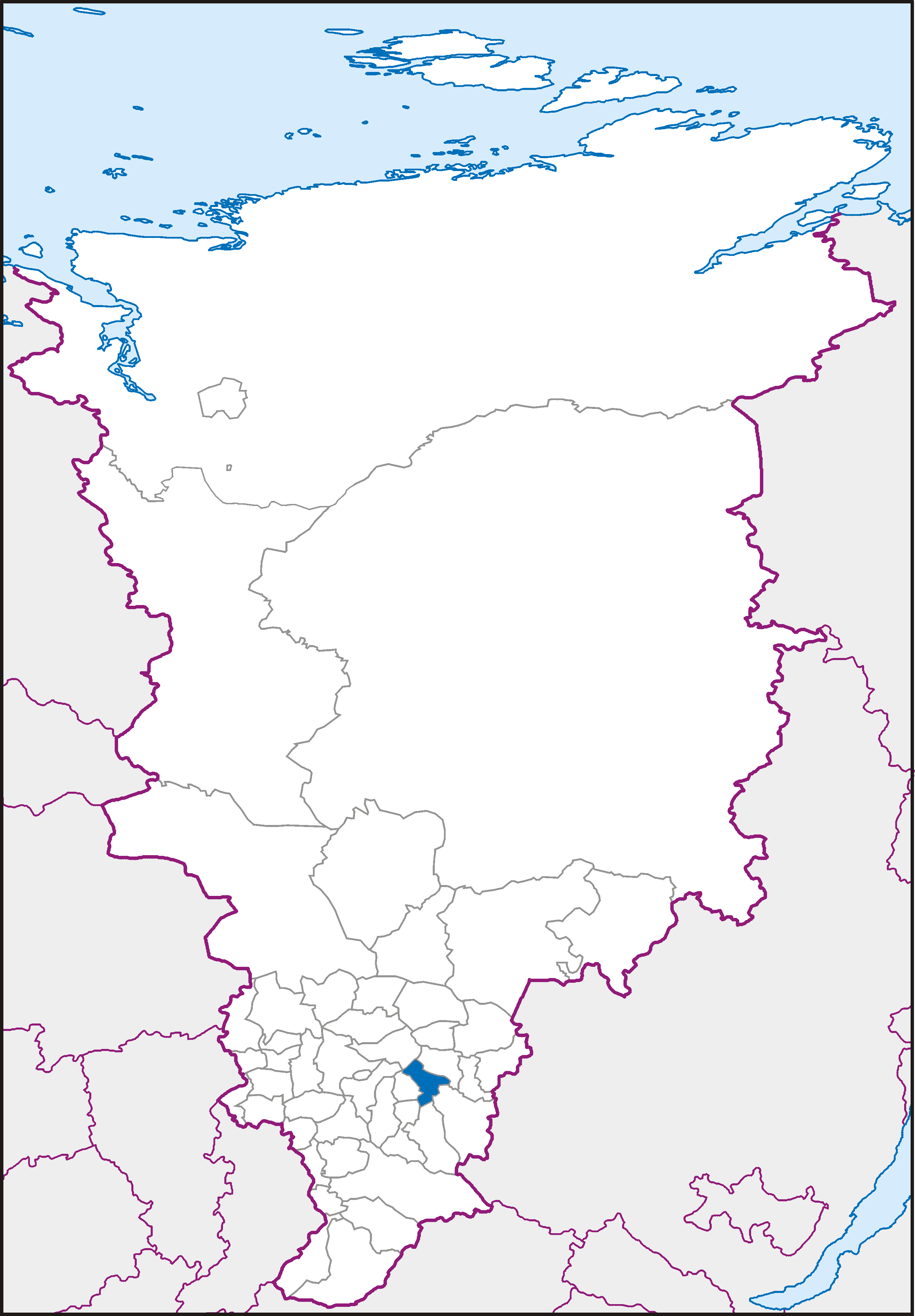
A Ribnojei járás a Krasznojarszki határterületen

## Népesség
- 1989-ben 23 294 lakosa volt.
- 2002-ben 21 186 lakosa volt.
- 2010-ben 31 954 lakosa volt.